# Nāy Angīz
Nāy Angīz (persiska: نای انگيز, نُو گَز, نائين گَز) är en ort i Iran.   Den ligger i provinsen Lorestan, i den centrala delen av landet, 400 km sydväst om huvudstaden Teheran. Nāy Angīz ligger 1 836 meter över havet och antalet invånare är 312.
Terrängen runt Nāy Angīz är huvudsakligen kuperad, men söderut är den bergig.Runt Nāy Angīz är det ganska tätbefolkat, med 72 invånare per kvadratkilometer. Närmaste större samhälle är Bīsheh, 11,9 km öster om Nāy Angīz. Trakten runt Nāy Angīz består i huvudsak av gräsmarker.